# Duffelse reuzen

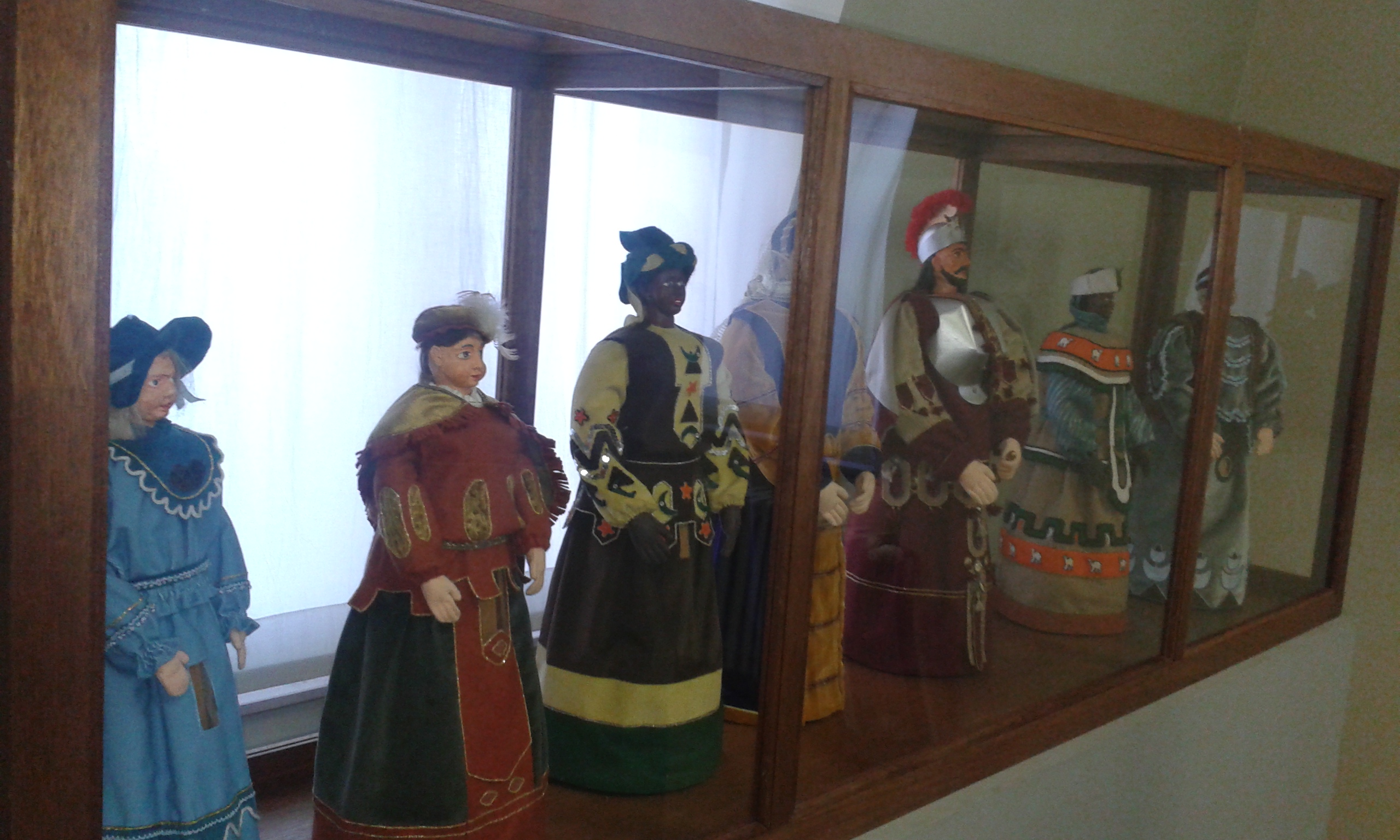
De Duffelse reuzen, miniatuurversies in museum 'Het Gasthuis'

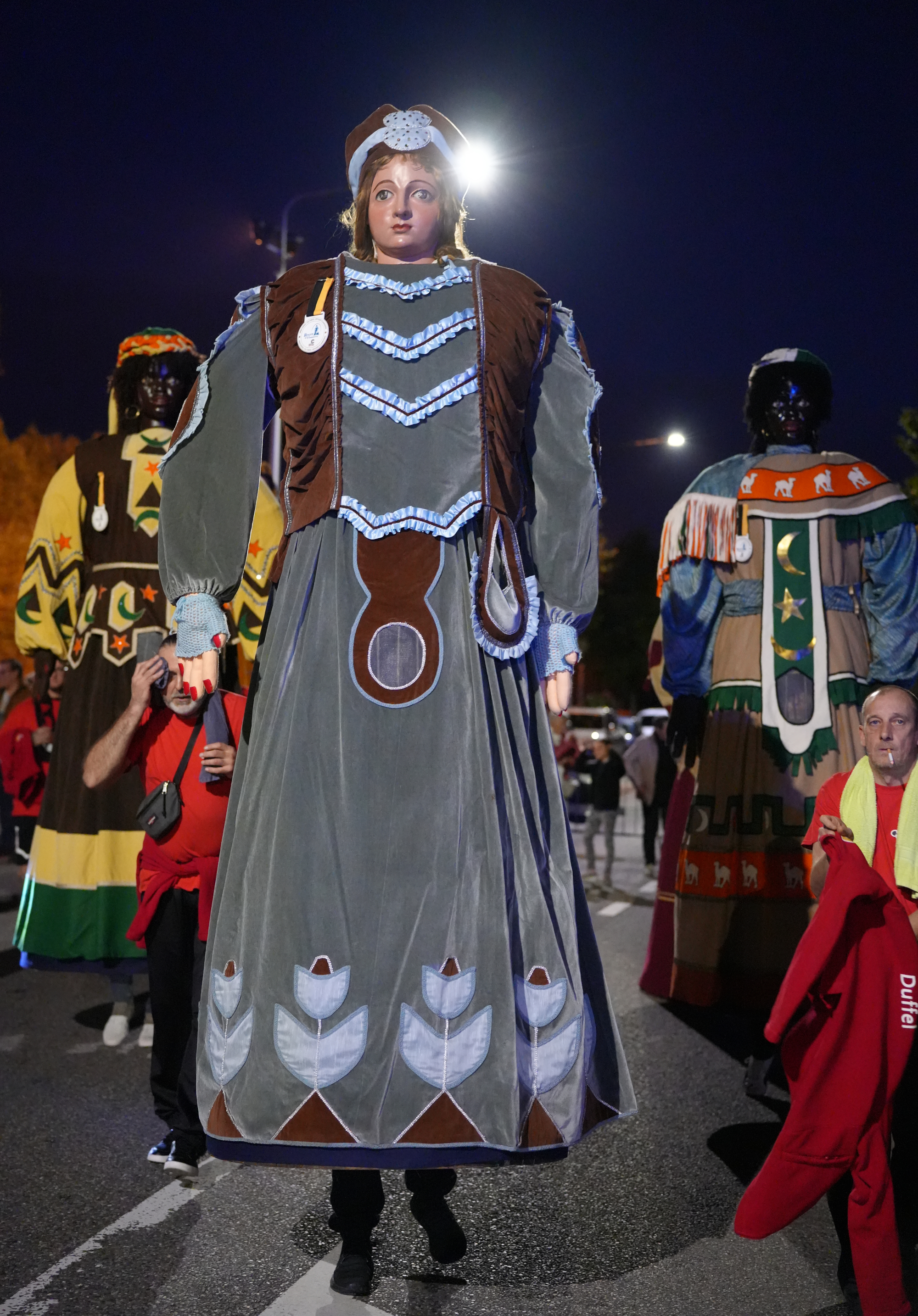
Duffelse reuzen tijdens de Ballonnekensstoet in 2023

De Duffelse reuzen zijn Belgische reuzen uit de gemeente Duffel.

## Historiek

### De Reuzen
De reus en de reuzin hebben drie kinderen, met name Janneke, Mieke en Kinnebaba. Daarnaast zijn er de Moor en de Morin.
Verondersteld wordt dat de reuzen dateren uit de tweede helft van de 18e eeuw. De oudste vermelding van de Duffelse reuzen dateert uit 1819 toen de reus Willem I begeleidde bij zijn bezoek aan de gemeente. Volgens sommige auteurs zou de reus ouder zijn dan de andere figuren van de reuzengroep. Vermoed wordt dat hij - onder de naam Goliath - in processies optrok. Ze worden gedragen sinds ca. 1850 door de families Caers en Verlinden.
Aanvankelijk werden de reuzen enkel tijdens uitzonderlijke momenten opgevoerd, o.a. bij de intocht van Leopold I in de gemeente in 1833. Omstreeks 1900 geraakten de reuzen tijdelijk in de vergetelheid en het zou duren tot na de Eerste Wereldoorlog alvorens ze opnieuw verschenen. Omstreeks 1936 werden de geraamtes opnieuw gevlochten en een jaar later werden de kleuren vernieuwd. Vervolgens waren de Reuzen te zien bij de Mariaommegang van 1937 - ter ere van de 300e verjaardag van de vondst van het Onze-Lieve-Vrouw van Goede Wil-beeldje - en bij de herdenking van de 150e verjaardag van de Boerenkrijg op 12 september 1948. Ook waren ze in 1958 te gast op de Wereldtentoonstelling te Brussel. Tussen 1991 en 1993 werden de reuzen gerestaureerd. In juli 2015 werden ze, als onderdeel van de Reuzen in Vlaanderen, erkend als Vlaams Immaterieel Erfgoed. Ze behoren tot de oudste van Vlaanderen.

### Nelles
In 1983 werd Nelles toegevoegd aan het Duffelse reuzengezelschap. Hij werd gemaakt door Albert Teugels ter ere van de voorstelling van Mijn groot sprookjesboek van het Davidsfonds en is gebaseerd op het dorpsfiguur zotte Nelles.

### Ros Beiaard
Ten slotte is er ook nog het Ros Beiaard.

## Rondgang en tentoonstelling
De reuzen en het Ros Beiaard gaan jaarlijks uit tijdens de Ballonnekensstoet, een lichtstoet voor kinderen tijdens de laatste zaterdag van september. Tijdens deze gelegenheid worden ze begeleid door de plaatselijke fanfare en dansen ze op het reuzenlied Als de grote klokke luidt, de reus komt uit. In het gemeentelijk museum 'Het Gasthuis' te Duffel bevinden zich miniatuurversies van de reuzen.